# Карлуш Мартінш
Карлуш Мартінш (порт. Carlos Martins, * 29 квітня 1982, Олівейра-ду-Ошпітал) — португальський футболіст, півзахисник іспанського клубу «Гранада», кольори якого захищає на умовах оренди з португальської «Бенфіки».
Насамперед відомий виступами за клуби «Спортінг» та «Бенфіка», а також національну збірну Португалії.
Чемпіон Португалії.

## Клубна кар'єра
Вихованець футбольної школи клубу «Спортінг».
У дорослому футболі дебютував 2001 року виступами на умовах оренди за команду клубу «Кампумайоренсе», в якій провів один сезон, взявши участь у 27 матчах чемпіонату. Протягом 2003—2004 років також як орендований гравець захищав кольори команди клубу «Академіка».
Грою за ці команди привернув увагу представників тренерського штабу основної команди клубу «Спортінг», до складу якого повернувся 2004 року. Відіграв за лісабонський клуб наступні три сезони своєї ігрової кар'єри. Більшість часу, проведеного у складі «Спортінга», був основним гравцем команди.
Протягом 2007—2008 років захищав кольори команди іспанського клубу «Рекреатіво».
2008 року уклав контракт з клубом «Бенфіка», у складі якого провів наступні три роки своєї кар'єри гравця. Граючи у складі «Бенфіки» також здебільшого виходив на поле в основному складі команди. За цей час виборов титул чемпіона Португалії.
До складу іспанського клубу «Гранада» приєднався на умовах оренди 2011 року. Наразі встиг відіграти за клуб з Гранади 9 матчів в національному чемпіонаті.

## Виступи за збірні
Протягом 2002—2004 років залучався до складу молодіжної збірної Португалії. На молодіжному рівні зіграв у 12 офіційних матчах, забив 7 голів.
У складі олімпійської збірної своєї країни був учасником літніх Олімпійських ігор 2004 року.
2006 року дебютував в офіційних матчах у складі національної збірної Португалії. Наразі провів у формі головної команди країни 14 матчів, забивши 2 голи.

## Титули і досягнення
- Володар Суперкубка Португалії (1):

«Спортінг»: 2002
- Чемпіон Португалії (1):

«Бенфіка»: 2009-10
- Володар Кубка Португалії (1):

«Спортінг»: 2006-07
- Володар Кубка португальської ліги (3):

«Бенфіка»: 2008–09, 2009–10, 2010–11